# Mosteiro (Pol)
Mosteiro (llamada oficialmente San Salvador de Mosteiro) es una parroquia y una aldea española del municipio de Pol, en la provincia de Lugo, Galicia.

## Otras denominaciones
La parroquia también es conocida por el nombre de El Salvador de Mosteiro.

## Organización territorial
La parroquia está formada por una entidad de población:
- Mosteiro

## Geografía
La parroquia de Mosteiro es la capitalidad del municipio de Pol desde el año 1970. Tiene una superficie de 1,2 km² y es la más pequeña de todo el municipio. Limita al noroeste con la parroquia de Silva; al noreste con la de Pol; al sur con la parroquia de Cirio; y al sureste con la de Luaces. Por su parte norte discurre el río Azúmara (afluente del Miño). Su mayor elevación se encuentra en el monte de Lal, con 575 metros. La distancia más corta con la capital provincial, Lugo, es de 25 km., estando comunicada con la misma por la carretera LU-760, que enlaza con la N-640 -de Lugo a Vegadeo- en la parroquia de Ludrio (Castro de Rey).

## Historia
Entre el siglo XI y el siglo XII existió un pequeño cenobio benedictino que le dio nombre al lugar. Su existencia lo atestiguan restos materiales, como una dovela ajedrezada románica que está embutida en la parte baja de la puerta principal del frontispicio de la iglesia actual, reedificada entre el siglo XVIII y el siglo XIX y acabada de restaurar en el año 1999.

## Demografía
Gráfica demográfica de la aldea y parroquia de Mosteiro según el INE español:
| Gráfica de evolución demográfica de Mosteiro entre 2000 y 2022 |
|                                                                |
| Datos según el nomenclátor publicado por el INE.               |

## Patrimonio
En Mosteiro están ubicados la Casa del Concello, el Centro de Salud, Farmacia, Correos, Colegio Público (CEIP Rosalía de Castro), entidades bancarias, comercios, restaurantes, supermercado e industrias. 